# Jan Kawalec
Jan Kawalec, ps. Siekierka (ur. 25 maja 1901 w Żywocicach na Zaolziu, zm. 23 maja 1945 w Ebensee w Austrii) – redaktor, wydawca, działacz Polskiej Partii Socjalistycznej i Polskiej Partii Robotniczej na Górnym Śląsku.

## Życiorys
Uczęszczał do polskiej i czeskiej szkoły podstawowej na Zaolziu, potem do polskiego gimnazjum w Cieszynie. W 1922 roku, po przyłączeniu Ślaska Cieszyńskiego do województwa śląskiego, podjął pracę w Wydziale Oświecenia Publicznego w Urzędzie Wojewódzkim w Katowicach. Po wstąpieniu do PPS w 1925 roku działał w Towarzystwie Uniwersytetów Robotniczych (TUR) i w Organizacji Młodzieży (OM TUR). W roku 1926 wszedł w skład Okręgowego Komitetu Robotniczego PPS, a od 1929 był sekretarzem i skarbnikiem komitetu. Po przewrocie majowym (1926) wraz z Henrykiem Sławikiem był przeciwnikiem frakcji rozłamowej w partii. W latach 1929–1930 był członkiem komitetu redakcyjnego i redaktorem naczelnym Gazety Robotniczej. W roku 1931 przystąpił do lewicowej frakcji PPS. W roku 1933 został zawieszony w prawach członka PPS. 14 lutego 1934 roku powołał do życia Robotniczą Partię Socjalistyczną (RPS) i został jej przywódcą. Organem partii był Głos Robotniczy redagowany przez Kawalca. Partia istniała do stycznia 1935 roku i liczyła około 250 członków. W roku 1936 w porozumieniu z Komunistyczną Partią Polski zaczął wydawać Wiadomości Robotnicze. Po napaści Niemiec hitlerowskich (1 września 1939) na Polskę przez kilka miesięcy był więziony. Po zwolnieniu powrócił do Katowic, nawiązał kontakt z działaczami komunistycznymi i w 1942 r. wstąpił do Polskiej Partii Robotniczej (PPR). Na polecenie wysłannika Komitetu Centralnego PPR Józefa Wieczorka przystąpił do tworzenia struktur PPR na Śląsku i Zagłębiu. Był wydawcą i redaktorem Trybuny Śląskiej, organu PPR w latach 1942–1944. W maju 1944 został aresztowany przez władze niemieckie i zesłany do obozu koncentracyjnego Auschwitz, a potem do Mauthausen, a stamtąd do podobozu w Ebensee. Zmarł na skutek wyczerpania organizmu, kilka dni po wyzwoleniu obozu przez aliantów w maju 1945 roku.

## Upamiętnienie
W czasach PRL imieniem Jana Kawalca, między innymi, były nazwane:
- IX Liceum Ogólnokształcące w Katowicach[5] – obecnie im. Henryka Sienkiewicza,
- ulica w Mikołowie[6] – obecnie Górnośląska,
- ulica w Rybniku[7] – obecnie Marokanów.

Zgodnie z ustawą dekomunizacyjną wszystkie obiekty (w tym ulice), które nosiły imię Jana Kawalca mają zmienione nazwy.